# Plasa Râșcani, județul Bălți
Plasa Râșcani a fost o unitate administrativ-teritorială din perioada interbelică, în județul Bălți  din România.
Plasa Rășcani avea (la 1930) 83 localități:
1. Alexandreni-Noui
2. Alexandrești
3. Alexeni
4. Aluniș
5. Baraboi
6. Bălanu
7. Bleșteni
8. Boroșenii Noi
9. Boroșenii-Vechi
10. Brătușeni
11. Brătușeni Noi
12. Brânzeni
13. Bulhac
14. Camencuța
15. Cepăria
16. Chetroșica Nouă
17. Chetroșica Veche
18. Chiurt
19. Ciubara
20. Copăceanca
21. Corpaci
22. Costești
23. Cuconeștii Noi
24. Cuconeștii Vechi
25. Cucueții Noi
26. Cucueții Vechi
27. Cupcina
28. Danul-Nou
29. Danul-Vechi
30. Druța
31. Dumeni
32. Duruitoarea Nouă
33. Duruitoarea-Veche
34. Fântâna Albă, Edineț
35. Flămînda
36. Gașpar
37. Gălășeni
38. Glodeni
39. Hîjdieni
40. Hîncăuți
41. Hiliuți
42. Horodiște
43. Iablona Nouă
44. Iablona Veche
45. Ionești
46. Ivănușca
47. Lupăria
48. Mălăești
49. Mihăileni
50. Moșeni
51. Negoreni
52. Nicoreni
53. Niculeni
54. Ochiul Alb
55. Parcova
56. Pîrjota
57. Petrunea
58. Pociumbăuți
59. Pociumbeni
60. Porciuleanca
61. Proscureni
62. Rămăzan
63. Răcăria
64. Rășcani-Colonie
65. Rășcani-Târg
66. Recea
67. Slobozia-Recea
68. Soroceni
69. Stîrcea
70. Stolniceni
71. Sturzeni
72. Șapte-Bani
73. Șerbeni
74. Șofrâncani-Lambo
75. Șofrâncani-Radovici
76. Știubieni
77. Șumna
78. Terebna
79. Ușurei
80. Văratic
81. Volodeni
82. Zăbriceni
83. Zăicani